# Duško Trifunović
Duško Trifunović (Sijekovac kod Bosanskog Broda, 13. rujna 1933. – Novi Sad, 28. siječnja 2006.), bio je jugoslavenski književnik, tekstopisac i televizijski autor. 

## Životopis
Prvu pjesmu objavio je tek po povratku iz vojske s 22 godine. U Sarajevo je došao s 24 godine kao bravar, ali je ubrzo izdao svoju prvu knjigu. Za života je napisao dvadeset knjiga pjesama, četiri romana i nekoliko drama. Smatra se kako je od njega potekla ideja sarajevske rock'n'roll škole.
Slavu je stekao pišući tekstove za rock grupu Bijelo dugme, za hitove kao što su - "Ima neka tajna veza", "Šta bi dao da si na mom mjestu", "Pristao sam biću sve što hoće" i druge. Potom je pisao i za Vajtu ("Zlatna ribica"), Zdravka Čolića ("Glavo luda"), te za Arsena Dedića, Nedu Ukraden, Tešku industriju, Indexe. Njegov najpoznatiji tekst je za pjesmu "Nikom nije tako kao što je meni" poznate sarajevske grupe Formula 4. Posljednji njegov tekst za koji je urađena skladba je pjesma "Ima nešto" od srbijanskoga pjevača Željka Joksimovića. Oko 300 njegovih pjesama uglazbljeno je, a svega 3 pjesme on je sam za života napisao za pjevanje.
Također, radio je i kao autor dječjeg programa TV Sarajevo, gdje je radio emisiju "Šta djeca znaju o zavičaju".
Početkom Rata u Bosni i Hercegovini 1992. godine odlazi u Novi Sad i nastavlja raditi na TV Novi Sad.
Umro je 28. siječnja 2006. godine i pokopan po vlastitoj želji na groblju u Srijemskim Karlovcima.

## Djela
Nepotpun popis djela:
- Tajna veza, izbor iz poezije, 1994.
- Veliko otvorenje, 2000.
- Gola seča, roman, 2002.

## Filmografija
- 1968. - Ram za sliku moje drage
- 1970. - Život je masovna pojava

## Nagrade
- "Brankova nagrada", 1960.
- "Šestoaprilska nagrada" grada Sarajeva
- Savezna nagrada za brigu o djeci
- Nagrada "Iskre kulture Vojvodine"